# Koninkrijk Northumbria
Het koninkrijk Northumbria (Nederlands: Northumbrië) was een van de belangrijkere Angelsaksische koninkrijken in het Engeland van voor Willem de Veroveraar. Het behoorde tot wat wel de heptarchie wordt genoemd. De naam verwijst naar het gebied, ten noorden van de rivier de Humber. De hoofdstad van dit koninkrijk was Monkchester, het tegenwoordige Newcastle upon Tyne.
Het gebied strekte zich uit van de Humber tot de Forth. Het koninkrijk ontstond uit de samenvoeging van twee andere rijken: Deira en Bernicia. Koning Edwin (616 - 632) aanvaardde het christendom in 627 en was Bretwalda van 627 tot 632. Ook zijn opvolgers Oswald (633-641) en Oswiu (641-670) droegen die titel.
In 810 of kort daarvoor kwam Eanred, zoon van Eardwulf, op de troon en heerste tot 841. Tijdens zijn regering erkende Northumbria in 827 het oppergezag van Egbert, koning van Wessex.
Het Grote heidense leger (Nieuwengels: Great Heathen Army) van Deense Vikingen landde in 867 op de Britse kust en veroverde Northumbria, dat een onderdeel van de Danelaw werd. Een Engelse herovering bleef tijdelijk, in 878 werd het Deense Koninkrijk Jorvik gevestigd.
In 954 werd Northumbria door de Engelsen veroverd en onderdeel van het Koninkrijk Engeland; hiermee hield het op te bestaan als onafhankelijk koninkrijk en werd het een graafschap.

## Koningen van Northumbria
De data, de namen en feiten over de eerste heersers over Bernicia en Deira (gelijk aan de andere heersers in de heptarchie) zijn meestal aannames.
| Naam            | PERIODE             | Opmerkingen                                               |
| --------------- | ------------------- | --------------------------------------------------------- |
| Esa             | ca. 500             | van Bernicia                                              |
| Eoppa           | ca. 520             | van Bernicia                                              |
| Ida             | 547 - 559           | van Bernicia                                              |
| Glappa          | 559 - 560           | van Bernicia; zoon van Ida                                |
| Aelle           | 559 - 589           | van Deira                                                 |
| Adda            | 560 - 568           | van Bernicia; zoon van Ida                                |
| Aethelric       | 568 - 572           | van Bernicia; zoon van Ida                                |
| Theodric        | 572 - 579           | van Bernicia; zoon van Ida                                |
| Frithuwald      | 579 - 585           | van Bernicia; zoon van Ida                                |
| Hussa           | 585 - 592           | van Bernicia; zoon van Ida                                |
| Aethelric       | 589 - 604           | van Deira                                                 |
| Aethelfrith     | 593 - 616 604 - 616 | van Bernicia; zoon van Aethelric van Deira                |
| Edwin           | 616 - 633           | van Deira + Bernicia; zoon van Aelle                      |
| Eanfrith        | 633 - 634           | van Bernicia; zoon van Aethelfrith                        |
| Osric           | 633 - 634           | van Deira; neef van Edwin                                 |
| Oswald          | 633 - 642 634 - 642 | van Deira; zoon van Aethelfrith Bernicia                  |
| Oswiu           | 642 - 655           | van Bernicia; zoon van Aethelfrith                        |
| Oswine          | 644 - 651           | van Deira; zoon van Osric                                 |
| Aethelwold      | 651 - 655           | van Deira; zoon van Oswald                                |
|                 | 655                 | Deira vormt samen met Bernicia het koninkrijk Northumbria |
| Oswiu           | 655 - 670           |                                                           |
|                 | 656 - 664           | Aelhfrith, onder-koning in Deira; zoon van Oswiu;         |
| Ecgfrith        | 670 - 688           | zoon van Oswiu                                            |
|                 | 670 - 679           | Aelfwine, onder-koning in Deira; zoon van Oswiu           |
| Aldfrith        | 688 - 704           | zoon van Oswiu                                            |
| Eadwulf         | 704 - 705           | usurpator                                                 |
| Osred I         | 705 - 716           | zoon van Aldfrith                                         |
| Coenred         | 716 - 718           |                                                           |
| Osric           | 718 - 729           | (mogelijk) zoon van Aldfrith                              |
| Ceolwulf        | 729 - 737           | broer van Coenred                                         |
| Eadberht        | 737 - 758           |                                                           |
| Oswulf          | 758 - 759           | zoon van Eadberht                                         |
| Aethelwald Moll | 759 - 765           |                                                           |
| Alhred          | 765 - 774           |                                                           |
| Aethelred I     | 774 - 778           | zoon van Aethelwald Moll                                  |
| Ælfwald I       | 779 - 789           | zoon van Oswulf                                           |
| Osred II        | 789 - 790           | zoon van Alhred                                           |
| Aethelred I     | 790 - 796           | (opnieuw)                                                 |
| Osbald          | 796                 |                                                           |
| Eardwulf        | 796 - 806           |                                                           |
| Aelfwald II     | 806 - 808           |                                                           |
| Eardwulf        | 808 - 820           | (opnieuw)                                                 |
| Eanred          | 810 - 844           | zoon van Eardwulf                                         |
| Aethelred II    | 840 - 844           | zoon van Eanred                                           |
| Raedwulf        | 844                 |                                                           |
| Aethelred II    | 844 - 848           | (opnieuw)                                                 |
| Osberht         | 848 - 862           |                                                           |
| Ælla            | 862 - 867           |                                                           |
| Osberht         | 867                 | (opnieuw)                                                 |

## Nalatenschap
De naam Northumbria komt om historische en toeristische redenen tegenwoordig weer meer in gebruik. Northumberland is een Engels graafschap dat de naam van het oude koninkrijk nog voortzet.

## Afkomstig uit Northumbria
- Willibrord (658-739), missionaris en bisschop van Utrecht
- Beda (658-735), abt en geschiedschrijver
- Willehad (ca. 740-789), missionaris en bisschop van Bremen
- Alcuinus van York (735-804), geleerde en schrijver, raadgever van Karel de Grote

East Anglia · Essex · Kent · Mercia · Northumbria · Sussex · Wessex